# Esterházy Mihály (kamarás)
Esterházy Mihály (galántai gróf, később herceg) (Fraknó, 1671. május 4. – Bécs, 1721. március 24.) császári és királyi kamarás és tanácsos.

## Élete
Herceg Esterházy Pál nádor és Esterházy Orsolya fia, Sopron vármegye főispánja és királyi udvarmester volt. 1694. május 24-én Bécsben feleségül vette Biandrata Anna Margheritát (1673-1755).
Bécsben, tanuló korában adta ki következő disszertációját: Regula regum amor et timor sive Ladislaus rex Hungariae… Dicata 27. Jun. 1688. Deferente Gabr. Hevenesi Soc. I. Viennae.

## Származása
| galántai herceg Esterházy Mihály (Fraknó, 1671. május 4.– Bécs, 1721. március 24.) császári és királyi kamarás és tanácsos | Apja: galántai herceg Esterházy Pál (Kismarton, 1635. szeptember 8.– Kismarton, 1713. március 26.) nádor | Apai nagyapja: galántai gróf Esterházy Miklós (Galánta, 1583. április 8.– Nagyhöflány, 1645. szeptember 11.) nádor | Apai nagyapai dédapja: galántai gróf Esterházy Ferenc (Pozsony, 1533 – Galánta, 1604) pozsonyi alispán                                              |
| galántai herceg Esterházy Mihály (Fraknó, 1671. május 4.– Bécs, 1721. március 24.) császári és királyi kamarás és tanácsos | Apja: galántai herceg Esterházy Pál (Kismarton, 1635. szeptember 8.– Kismarton, 1713. március 26.) nádor | Apai nagyapja: galántai gróf Esterházy Miklós (Galánta, 1583. április 8.– Nagyhöflány, 1645. szeptember 11.) nádor | Apai nagyapai dédanyja: illésházi gróf Illésházy Zsófia (Pozsony, 1547 – Galánta, 1599. március 12.)                                                |
| galántai herceg Esterházy Mihály (Fraknó, 1671. május 4.– Bécs, 1721. március 24.) császári és királyi kamarás és tanácsos | Apja: galántai herceg Esterházy Pál (Kismarton, 1635. szeptember 8.– Kismarton, 1713. március 26.) nádor | Apai nagyanyja: bedeghi báró Nyáry Krisztina (Kisvárda, 1604. október 31. – Sempte, 1641. február 17.)             | Apai nagyanyai dédapja: bedeghi báró Nyáry Pál (1550 körül – 1607. december) várkapitány, hadvezér                                                  |
| galántai herceg Esterházy Mihály (Fraknó, 1671. május 4.– Bécs, 1721. március 24.) császári és királyi kamarás és tanácsos | Apja: galántai herceg Esterházy Pál (Kismarton, 1635. szeptember 8.– Kismarton, 1713. március 26.) nádor | Apai nagyanyja: bedeghi báró Nyáry Krisztina (Kisvárda, 1604. október 31. – Sempte, 1641. február 17.)             | Apai nagyanyai dédanyja: kisvárdai báró Várday Katalin (1577 körül – Kisvárda, 1630. június 7.)                                                     |
| galántai herceg Esterházy Mihály (Fraknó, 1671. május 4.– Bécs, 1721. március 24.) császári és királyi kamarás és tanácsos | Anyja: galántai gróf Esterházy Orsolya (Lakompak, 1641. március 7.– Kismarton, 1682. március 31.)        | Anyai nagyapja: galántai gróf Esterházy István (Munkács, 1616. február 27. – Bécs, 1641. április 7.)               | Anyai nagyapai dédapja: galántai gróf Esterházy Miklós (Galánta, 1583. április 8.– Nagyhöflány, 1645. szeptember 11.) nádor                         |
| galántai herceg Esterházy Mihály (Fraknó, 1671. május 4.– Bécs, 1721. március 24.) császári és királyi kamarás és tanácsos | Anyja: galántai gróf Esterházy Orsolya (Lakompak, 1641. március 7.– Kismarton, 1682. március 31.)        | Anyai nagyapja: galántai gróf Esterházy István (Munkács, 1616. február 27. – Bécs, 1641. április 7.)               | Anyai nagyapai dédanyja: szerdahelyi báró Dersffy Orsolya (1583 – 1619. március 15.)                                                                |
| galántai herceg Esterházy Mihály (Fraknó, 1671. május 4.– Bécs, 1721. március 24.) császári és királyi kamarás és tanácsos | Anyja: galántai gróf Esterházy Orsolya (Lakompak, 1641. március 7.– Kismarton, 1682. március 31.)        | Anyai nagyanyja: betlenfalvi gróf Thurzó Erzsébet (1621. február 20. – Lakompak, 1642. július 4.)                  | Anyai nagyanyai dédapja: betlenfalvi gróf Thurzó Imre (Nagybiccse, 1598. szeptember 11. – Nikolsburg, 1621. október 19.) főispán, királyi táblabíró |
| galántai herceg Esterházy Mihály (Fraknó, 1671. május 4.– Bécs, 1721. március 24.) császári és királyi kamarás és tanácsos | Anyja: galántai gróf Esterházy Orsolya (Lakompak, 1641. március 7.– Kismarton, 1682. március 31.)        | Anyai nagyanyja: betlenfalvi gróf Thurzó Erzsébet (1621. február 20. – Lakompak, 1642. július 4.)                  | Anyai nagyanyai dédanyja: bedeghi báró Nyáry Krisztina (Kisvárda, 1604. október 31. – Sempte, 1641. február 17.)                                    |